# Marble (SKY-HIのアルバム)
『Marble』（マーブル）は、2017年10月6日にavex traxから配信限定でリリースされたSKY-HIの企画アルバム。

## 概要
本作はデジタルアルバムとしてのリリースとなり、CDでは販売されていない。ツアー「SKY-HI Round A Ground 2017」の前に配信された。
新曲の「Marble」と「Bitter Dream」以外は既発曲が占めた構成となっている。2017年10月1日のブログで本人は、初の海外公演を含めたツアーの開始前の役割を意識しこのようなアルバムにしたとし、オリジナルアルバムとベスト・アルバムの間くらいの作品になっているという。また、「事実上"Marble"というシングル…みたいな物なんだけど、収録曲が多いので、タイトルはそのままに、アルバム扱いになってます。」とも述べている。同日にはMarbleのみを収録した配信限定シングル「Marble」の他、ライブ会場限定アルバム『Marble』も発売した。

## チャート記録
配信後、iTunesの総合チャートで1位を記録する好発進となった。オリコンが集計するデジタルアルバム週間ランキングでは1位を獲得した。CD作品も含めSKY-HIにとって初の1位獲得となった。

## 収録曲

### アルバム
1. Marble (4:31)
  - 作詞・作曲 : SKY-HI
  - Arranger by Chaki Zulu
  - Track produced by KM

新曲。多種多様な人々が混ざり合った世界で生まれる様々なドラマや、その世界に生きることの喜びや苦しみをリリックに込めたメッセージソングとなっている。トラックメーカーにKM、アレンジャーにChaki Zulu、トランペットにAtsuki Yumoto(FIRE HORNS)を迎えた。ミュージックビデオも制作され、クリエイターはSpikey Johnが務めた[6]。
元々はよりメッセージ性の強い楽曲であったが、伝わりやすい歌にするためにサビの言葉数を減らしたという。サビで花鳥風月を取り入れているが、今までなら絶対にしなかった表現で、勇気のいるアプローチだったという[7]。
PVがMTV VMAJ 2018にてBest Hip Hop Videoを受賞した。
4枚目のアルバム『JAPRISON』に新たにレコーディングされた別バージョンが収録された。
2. Bitter Dream(2:57)
  - 作詞・作曲 : SKY-HI・91 West
  - Arranger by Chaki Zulu

新曲。プロデューサー91 Westとロサンゼルスで行ったスタジオセッションによって生まれた曲である。
4枚目のアルバム『JAPRISON』のMUSIC VIDEO盤に完全未公開のボーナス・トラックとして、ニューヨークとロサンゼルスで撮影されたBitter Dreamのミュージック・ビデオが収録されている。
3. Double Down (4:34)
  - 作詞・作曲 : SKY-HI
  - Music&Track produced by SUNNY BOY
4. スマイルドロップ'16 (4:09)
  - 作詞：SKY-HI
  - 作曲：SKY-HI, UTA
  - Track produced by UTA
5. ナナイロホリデー (4:55)
  - 作詞・作曲：SKY-HI
  - Music&Track produced by UTA for TinyVoice,production
6. As A Sugar (3:09)
  - 作詞：SKY-HI 作曲：SKY-HI, KREVA
  - Track produced by KREVA
7. Stray Cat (4:07)
  - 作詞・作曲 : SKY-HI
  - Music&Track produced by UTA for TinyVoice,Production
8. Limo (4:51)
  - 作詞・作曲：SKY-HI
9. TOKYO SPOTLIGHT (4:08)
  - 作詞：SKY-HI
  - 作曲：SKY-HI, SONPUB
10. Over the Moon (4:42)
  - 作詞 : SKY-HI
  - 作曲 : SKY-HI / ビッケブランカ
  - Arrangement by 横山裕章

### シングル
1. Marble

### ライブ会場限定アルバム
1. Marble
2. Bitter Dream
3. Colorful Urban Mix　Mixed by DJ YANATAKE
Ⅰ.Blame It On Me／Ⅱ.Double Down／Ⅲ.スマイルドロップ‘16／Ⅳ.ナナイロホリデー(TJO Weekendisco Remix)／Ⅴ.As A Sugar／Ⅵ.Limo／Ⅶ.TOKYO SPOTLIGHT／Ⅷ.Over the Moon